# Gertrude Fehr
Gertrude Fehr (5. března 1895 Mohuč – 16. srpna 1996 Montreux, Švýcarsko) byla německá fotografka.

## Život a dílo
Studovala fotografii na pracovních dílnách Edwarda Wasowa na Bavorské škole v Mnichově.
Po výuce u Wasowa založila fotografické studio věnované především portrétní a divadelní fotografii. Hitlerův nástup k moci ji přinutil, aby odešla do Paříže, a kde spolu se svým manželem otevřeli fotografickou školu PUBLI-phot. V Paříži začala na svých fotografiích používat efektu Sabatiérova efektu. Když začala válka v Paříži, musela odejít do Švýcarska, kde založila fotografickou školu Fehr. Po válce odešla do Vevey, kde převzala soukromou fotografickou školu později známou jako École de photographie a kde patnáct let pracovala jako učitelka fotografie. Jedním z jejích studentů byl Jeanloup Sieff. Začátkem šedesátých let se věnovala portrétům jako fotografka na volné noze.
Některé její práce jsou ve sbírkách Národní galerie Kanady a některé v Musée de l'Elysée.
Zemřela 16. srpna 1996 ve věku 101 let v Montreux.